# Vesioli (Keslerovo, Krymsk, Krasnodar)
Vesioli (del ruso: Веселый) es un jútor del raión de Krymsk del krai de Krasnodar, en Rusia. Está situado en la orilla izquierda del río Nepil, en su desembocadura en el río Adagum, afluente por la izquierda del río Kubán, en las inmediaciones de su delta, 26 km al noroeste de Krymsk y 100 km al oeste de Krasnodar. Tenía 161 habitantes en 2010
Pertenece al municipio Keslerovskoye.